# Sparvnäva
Sparvnäva (Geranium pusillum) är en växtart i familjen näveväxter och förekommer naturligt från Europa till centrala Asien, Indien, Irak och Nordafrika. I Sverige förekommer arten upp till Gästrikland, och även sällsynt även längre norrut. Den växer på berghällar, torrbackar, åkrar och ruderatmark. 
Sparvnäva är en liten låg, ettårig ört med nedliggande till upprätta stjälkar som är mycket kort håriga. Bladen är djupt handflikiga och relativt djupt loberade. Foderbladen är utbredda och har en mycket kort uddspets. Blommorna kommer några tillsammans i en flock. Kronbladen är korta, grunt urnupna och ungefär lika långa som foderbladen. Ståndarna är tio, varav fem är fertila och fem är ombildade till så kallade staminoider. Delfrukterna är långsmala, ca 2mm långa, tilltryckt håriga och sprids oöppnade.
Sparvnäva liknar mjuknävan (G. molle), den senare skiljer sig genom att stjälkarna har långa mjuka hår som är längre än stjälkens bredd, tio fertila ståndare och delfrukter som är brett elliptiska och oftast kala. 
I Sverige blommar arten under hela sommaren, från maj till september.

## Synonymer
Geranium circinatum Kitt.
Geranium delicatulum Ten. & Guss.
Geranium dubium Chaix
Geranium dubium Chaix in Vill.
Geranium elatum Picard
Geranium humile Cav.
Geranium malvifolium Scop.
Geranium molle L. 1754 ej L. 1753
Geranium parviflorum Curtis
Geranium pseudopusillum Schur
Geranium pusillum Burm.f.
Geranium schrenkianum Trautv. ex Becker